# Садло, Карел Православ
Карел Православ Садло (чеш. Karel Pravoslav Sádlo; 5 сентября 1898, Прага — 24 августа 1971, там же) — чешский виолончелист и музыкальный педагог.
Окончил Пражскую консерваторию (1926), ученик Яна Буриана, Юлиуса Юнека и Ладислава Зеленки. В 1925 г. опубликовал важную для развития национальной виолончельной школы методическую работу «Технические упражнения» (чеш. Technické studie). В 1928 г. основал собственное музыкальное издательство «Edition Sádlo», широко печатавшее, в частности, сочинения Ярослава Ржидки. На протяжении трёх десятилетий (1930—1960-е гг.) был ведущим виолончельным педагогом Чехословакии, учителем всех значительных мастеров, среди которых, в частности, Антонин Когоут, Франтишек Слама, Франтишек Сметана, Рафаэл Зоммер, Йозеф Хухро и Милош Садло, взявший в качестве псевдонима фамилию учителя. Входил в жюри ведущих мировых музыкальных конкурсов, в том числе Второго (1962), Третьего (1966) и Четвёртого (1970) конкурсов имени Чайковского.
Брат — Милослав Садло (1897—1961), скрипач и музыкальный педагог.